# Johan Cruijff Arena
A Johan Cruijff ArenA nevű amszterdami labdarúgó-stadion (2018-ig Amsterdam ArenA volt a neve) az UEFA ötcsillagos stadionok közé tartozik. Építése 1993-ban kezdődött és 1996-ban fejeződött be, 140 millió euróba került. 1996. augusztus 14-én nyitotta meg kapuit. Az AFC Ajax csapata bérli és tartja karban. Összesen 53 346 néző foglalhat helyet a stadionban. A stadionnak zárható üvegteteje van. Könnyűzenei koncerteket is rendeznek az arénában, ezekre maximálisan 68000 fő kaphat jegyet. A játéktér alatt 12 500 férőhelyes mélygarázst alakítottak ki.

## Sportesemények

### Labdarúgás
A stadiont megnyitásától kezdve az Eredivisie legsikeresebb klubja, az AFC Ajax labdarúgócsapata bérli. 1998-ban itt rendezték a Bajnokok Ligája döntőjét, 2013 májusában pedig itt került sor az Európa-liga döntőjére.

### Amerikai futball
1997-től 2007-ig az Amsterdam Admirals amerikaifutball-csapat bérelte. A csapat 2007-ben megszűnt, tehát nem játszanak itt többé ilyen jellegű sportrendezvényt.

## Képek

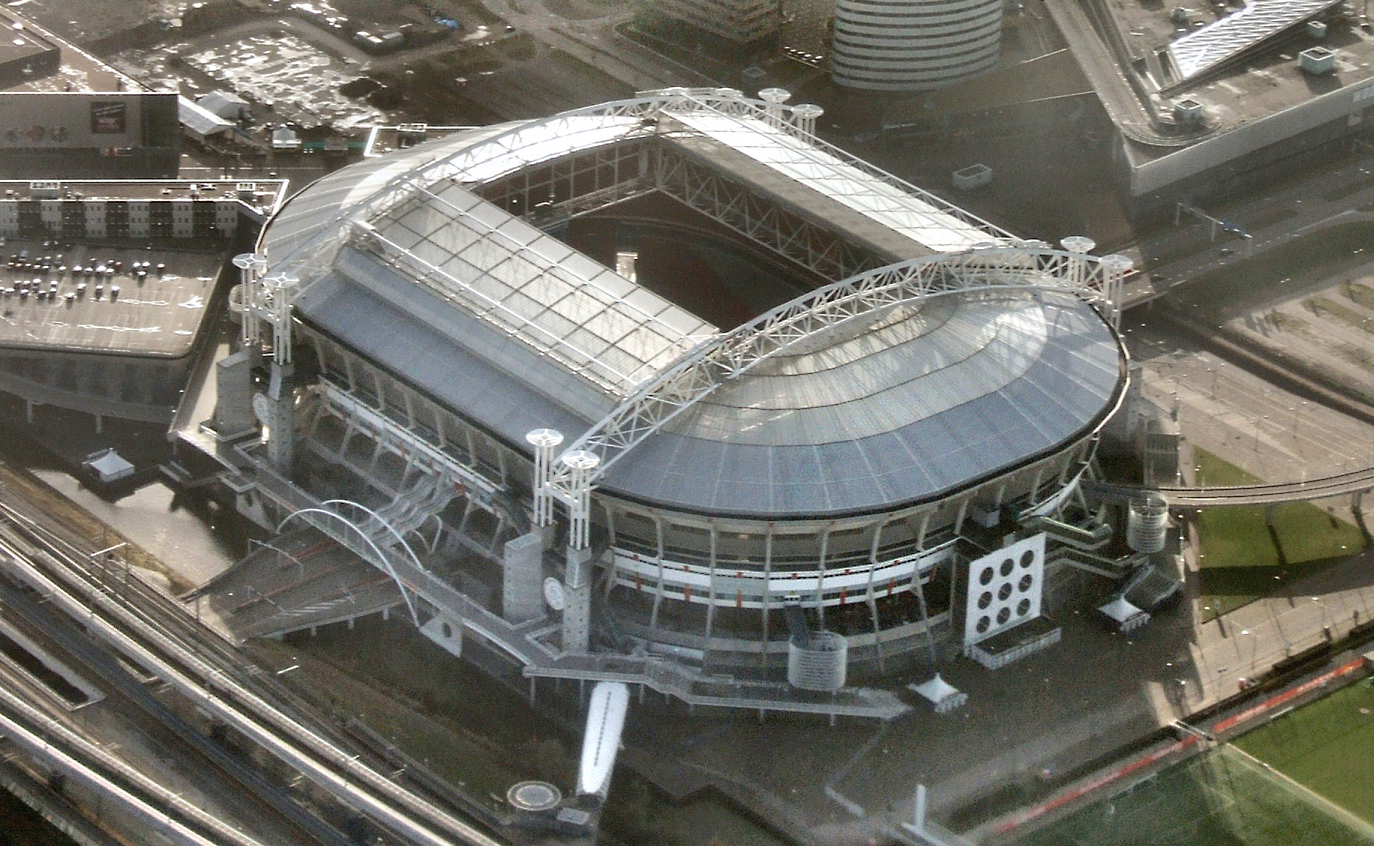
Nyitott tető
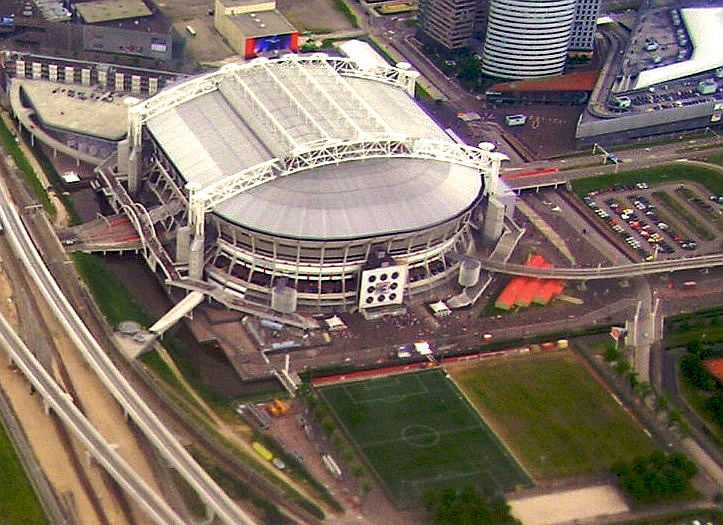
Zárt tető
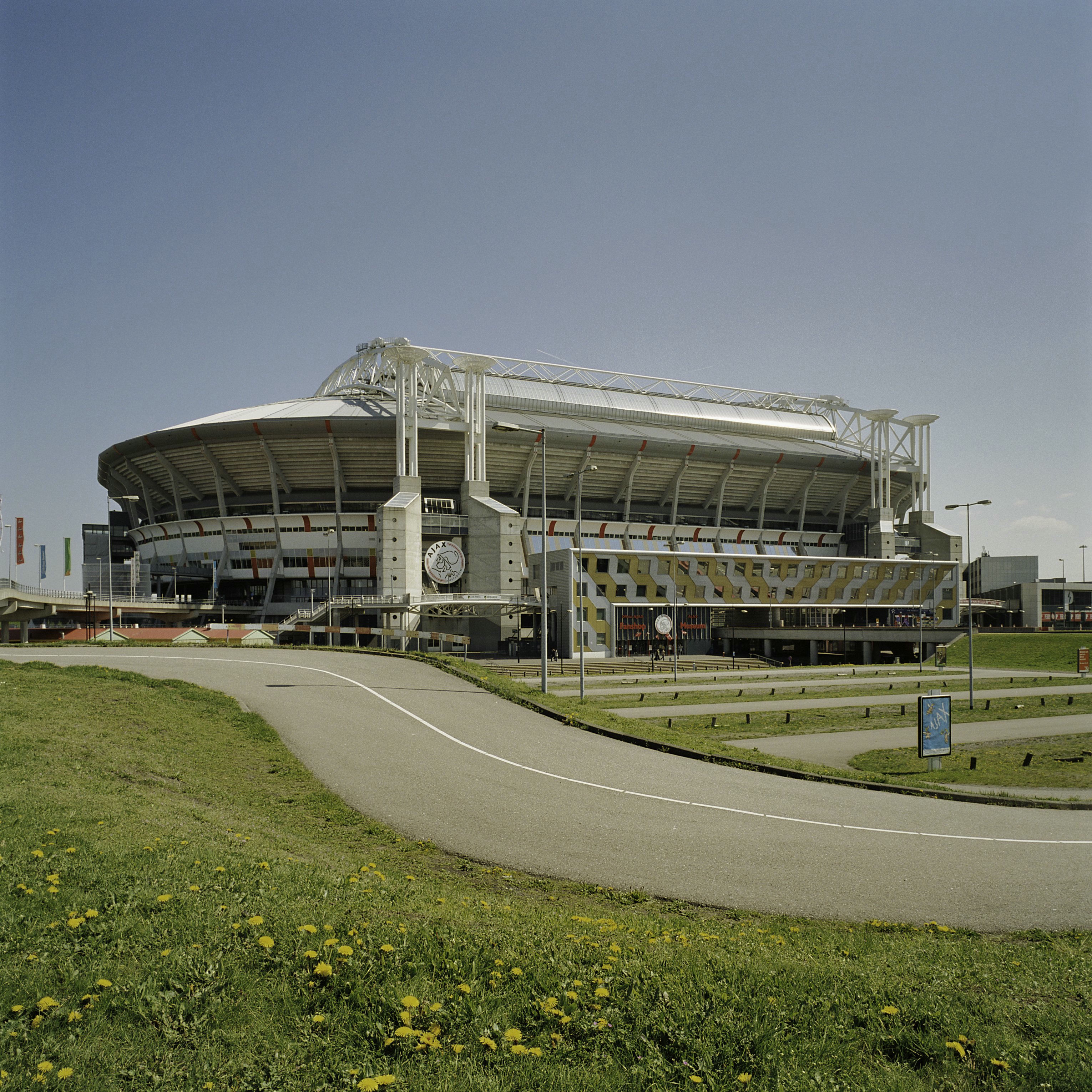
Látkép, alatt a parkoló és közlekedési központ

## Fordítás
- Ez a szócikk részben vagy egészben  az   Amsterdam Arena című angol Wikipédia-szócikk fordításán alapul.  Az eredeti cikk szerkesztőit annak laptörténete sorolja fel. Ez a jelzés csupán a megfogalmazás eredetét és a szerzői jogokat jelzi, nem szolgál a cikkben szereplő információk forrásmegjelöléseként.